# Haukivuori
Haukivuori este o fostă comună din Finlanda.